# Zhusuan chinois
Le Zhusuan chinois est la connaissance et les pratiques des calculs arithmétiques grâce au boulier chinois ou Suanpan. En 2013, il a été inscrit sur la Liste représentative du patrimoine culturel immatériel de l'humanité. En décidant cette inscription, le comité intergouvernemental a noté que « le Zhusuan est considéré par les chinois comme un symbole culturel de leur identité tout autant que comme un outil pratique ; transmis de génération en génération, c'est une technique de calcul adaptée à de multiples aspects de la vie quotidienne, occupant des fonctions socio-culturelles multiformes et offrant au monde un système de connaissances alternatif. ». Le mouvement pour obtenir l'inscription du Zhusuan chinois sur la liste a été menée par la Chinese Abacus and Mental Arithmetic Association.

## Histoire
Le Zhusuan a été inventé en Chine à la fin du IIe siècle de notre ère et a atteint son apogée durant la période allant du 13e au XVIe siècle de notre ère. Au XIIIe siècle, Guo Shoujing utilise le Zhusuan pour calculer la longueur de chaque année orbitale et il a trouvé qu'elle valait 365,2425 jours. Au XVIe siècle, Zhu Zaiyu calcule le tempérament égal pour les douze intervalles en musique, à l'aide du Zhusuan. Et encore, au XVIe siècle, Wang Wensu et Cheng Dawei écrivent respectivement les Principes des algorithmes et les Règles générales du calcul, compilant et affinant les algorithmes mathématiques du Zhusuan, et par conséquent augmentant sa popularité et sa promotion. À la fin du XVIe siècle, le Zhusuan a été introduit dans les pays et régions voisins.

## Dans la culture
Le Zhusuan est une partie importante de la culture chinoise traditionnelle. Il a un profond effet sur des pans variés de la société chinoise, comme les coutumes populaires chinoises, la langue, la littérature, la sculpture, l'architecture, etc., aboutissant à la création d'un phénomène culturel lié au Zhusuan. Par exemple, l'appellation "Iron Abacus / Boulier de fer" se réfère à quelqu'un de bon en calcul ; "Plus trois est égal à plus cinq et moins deux" (+3 = +5 − 2) quelqu'un de rapide et décisif ; "3 fois 7 est égal à 21" quelqu'un de rapide et imprudent ; dans certaines régions de Chine, il est coutume de prédire la chance aux enfants en plaçant divers objets quotidiens devant eux à l'occasion de leur premier anniversaire, et de les laisser en choisir un, censé prédire leur vie future. Parmi ceux-ci figure un boulier, qui symbolise la sagesse et liberté la richesse.